# Wes Cunningham
Wes Cunningham (né le 9 mars 1987 à Dresden dans la province de l'Ontario, au Canada) est un joueur professionnel canadien de hockey sur glace qui évolue au poste de défenseur. Depuis 2014, il évolue dans le championnat de France de hockey sur glace avec les Dragons de Rouen.

## Biographie
Cunningham commence sa carrière en jouant avec les Maroons de Chatham dans la Ligue de hockey de l'Ouest de l'Ontario, en anglais Western Ontario Hockey League en 2002-2003. Lors du repêchage de 2003, il est sélectionné par l'Attack d'Owen Sound de la Ligue de hockey de l'Ontario. Il y joue pendant un peu plus d'une saison avant de rejoindre au cours de la saison 2004-2005 année où il signe avec les Bulls de Belleville. Un an plus tard, Cunningham change une nouvelle fois de formation quand il rejoint les Whalers de Plymouth.
En saison 2008-2009, Wes Cunningham arrête sa carrière junior et fait ses débuts professionnels en rejoignant les Jackals d'Elmira dans l'ECHL. En 2010-2011, il rejoint les Road Warriors de Greenville toujours dans l'ECHL et à la fin du calendrier, son équipe se classe deuxième de la saison régulière. Au cours des séries, ils sont éliminés en quarts-de-finale par les Nailers de Wheeling. Cunningham est tout de même mis en avant en étant sélectionné dans la première équipe type de la ligue. Il joue la saison suivante toujours avec l'équipe de Greenville mais celle-ci perd dès le premier tour des séries,.
En 2012-2013, le défenseur de l'Ontario tente sa chance en quittant le Canada et il rejoint la Norvège, son championnat élite et Lørenskog IK. Sa nouvelle équipe finit troisième de la saison régulière mais s'incline en demi-finale contre le futur champion, Stavanger ishockeyklubb. Il retourne pour la saison 2013-2014 dans l'ECHL et signe avec les Condors de Bakersfield.
Au cours de l'été 2014, il rejoint les Dragons de Rouen dans le championnat de France de hockey sur glace.

## Statistiques
| Saison    | Équipe                      | Ligue        |    | Saison régulière | Saison régulière | Saison régulière | Saison régulière | Saison régulière |   | Séries éliminatoires | Séries éliminatoires | Séries éliminatoires | Séries éliminatoires | Séries éliminatoires |
| Saison    | Équipe                      | Ligue        | PJ | B                | A                | Pts              | Pun              | PJ               | B | A                    | Pts                  | Pun                  |                      |                      |
| 2002-2003 | Maroons de Chatham          | LHOO         | 38 | 6                | 30               | 36               | 69               | -                | - | -                    | -                    | -                    |                      |                      |
| 2003-2004 | Attack d'Owen Sound         | LHO          | 60 | 1                | 6                | 7                | 44               | 7                | 0 | 1                    | 1                    | 4                    |                      |                      |
| 2004-2005 | Attack d'Owen Sound         | LHO          | 24 | 1                | 3                | 4                | 28               | -                | - | -                    | -                    | -                    |                      |                      |
| 2004-2005 | Bulls de Belleville         | LHO          | 40 | 0                | 13               | 13               | 40               | 5                | 0 | 1                    | 1                    | 8                    |                      |                      |
| 2005-2006 | Bulls de Belleville         | LHO          | 16 | 2                | 4                | 6                | 26               | -                | - | -                    | -                    | -                    |                      |                      |
| 2005-2006 | Whalers de Plymouth         | LHO          | 36 | 1                | 12               | 13               | 65               | 13               | 2 | 5                    | 7                    | 16                   |                      |                      |
| 2006-2007 | Whalers de Plymouth         | LHO          | 62 | 4                | 27               | 31               | 104              | 20               | 1 | 6                    | 7                    | 10                   |                      |                      |
| 2007-2008 | Whalers de Plymouth         | LHO          | 55 | 6                | 43               | 49               | 100              | -                | - | -                    | -                    | -                    |                      |                      |
| 2007-2008 | Jackals d'Elmira            | ECHL         | 70 | 10               | 28               | 38               | 63               | 9                | 0 | 5                    | 5                    | 20                   |                      |                      |
| 2007-2008 | Admirals de Norfolk         | LAH          | 1  | 0                | 0                | 0                | 0                | -                | - | -                    | -                    | -                    |                      |                      |
| 2009-2010 | Jackals d'Elmira            | ELCH         | 70 | 10               | 35               | 45               | 97               | 5                | 1 | 3                    | 4                    | 2                    |                      |                      |
| 2010-2011 | Road Warriors de Greenville | ELCH         | 69 | 7                | 36               | 43               | 77               | 11               | 0 | 5                    | 5                    | 6                    |                      |                      |
| 2011-2012 | Road Warriors de Greenville | ELCH         | 56 | 2                | 28               | 30               | 61               | 2                | 0 | 0                    | 0                    | 0                    |                      |                      |
| 2011-2012 | Sound Tigers de Bridgeport  | LAH          | 5  | 0                | 0                | 0                | 2                | -                | - | -                    | -                    | -                    |                      |                      |
| 2012-2013 | Lørenskog IK                | GET ligaen   | 38 | 8                | 13               | 21               | 68               | 7                | 3 | 7                    | 10                   | 18                   |                      |                      |
| 2013-2014 | Condors de Bakersfield      | ECHL         | 57 | 4                | 22               | 26               | 88               | 16               | 0 | 3                    | 3                    | 12                   |                      |                      |
| 2014-2015 | Dragons de Rouen            | Ligue Magnus | 26 | 0                | 12               | 12               | 46               | 4                | 1 | 1                    | 2                    | 10                   |                      |                      |
| 2015-2016 | Mavericks du Missouri       | ECHL         | 10 | 1                | 2                | 3                | 2                | -                | - | -                    | -                    | -                    |                      |                      |
| 2015-2016 | Admirals de Norfolk         | ECHL         | 21 | 1                | 8                | 9                | 28               | -                | - | -                    | -                    | -                    |                      |                      |
| 2016-2017 | Oilers de Tulsa             | ECHL         | 54 | 3                | 21               | 24               | 61               | -                | - | -                    | -                    | -                    |                      |                      |
| 2017-2018 | MAC Budapest                | Erste Liga   | 37 | 6                | 11               | 17               |                  | 15               | 1 | 5                    | 6                    | 13                   |                      |                      |

## Trophées et honneurs personnels
- 2010-2011 : sélectionné dans l'équipe type de l'ECHL